# Lopesia similis
Lopesia similis är en tvåvingeart som beskrevs av Maia 2004. Lopesia similis ingår i släktet Lopesia och familjen gallmyggor. Inga underarter finns listade i Catalogue of Life.